# Erizada maculata
Erizada maculata är en fjärilsart som beskrevs av Embrik Strand 1917. Erizada maculata ingår i släktet Erizada och familjen trågspinnare. Inga underarter finns listade i Catalogue of Life.